# Thượng Giáo
Thượng Giáo là một xã thuộc huyện Ba Bể, tỉnh Bắc Kạn, Việt Nam.

## Địa lý
Xã Thượng Giáo nằm ở phía bắc huyện Ba Bể, có vị trí địa lý:
- Phía đông giáp thị trấn Chợ Rã và các xã Bành Trạch, Địa Linh
- Phía tây giáp xã Khang Ninh
- Phía nam giáp xã Quảng Khê
- Phía bắc giáp huyện Pác Nặm và xã Cao Thượng.

Xã Thượng Giáo có diện tích 56,93 km², dân số năm 2019 là 5.549 người, mật độ dân số đạt 97 người/km².
Sông Năng chảy qua phần phía bắc của xã. Quốc lộ 279 và tỉnh lộ 258 chạy qua địa bàn xã Thượng Giáo.

## Lịch sử
Địa bàn xã Thượng Giáo trước đây vốn là hai xã Thượng Giáo và Cao Trĩ thuộc huyện Ba Bể.
Xã Cao Trĩ được đổi tên từ xã Việt Hùng vào ngày 12 tháng 5 năm 1964 theo Quyết định số 150-NV của Bộ Nội vụ.
Trước khi sáp nhập, xã Thượng Giáo có diện tích 32,68 km², dân số là 3.252 người, mật độ dân số đạt 100 người/km², có 15 thôn, bản: Bản Pục, Kéo Sáng, Khuổi Slưn, Khuổi Mòn, Nà Ché, Nà Hán, Nà Khuổi, Nà Mặn, Nà Săm, Nà Tạ, Mỏ Đá, Pác P'ai, Phiêng Chỉ, P'ia Khao, Tin Đồn. Xã Cao Trĩ có diện tích 24,25 km², dân số là 2.297 người, mật độ dân số đạt 95 người/km², có 8 thôn: Bản Ngù 1, Bản Ngù 2, Bản Piềng 1, Bản Piềng 2, Dài Khao, Kéo Pựt, Nà Chả, Phiêng Toản.
Ngày 10 tháng 1 năm 2020, Ủy ban Thường vụ Quốc hội ban hành Nghị quyết số 855/NQ-UBTVQH14 về việc sắp xếp các đơn vị hành chính cấp xã thuộc tỉnh Bắc Kạn (nghị quyết có hiệu lực từ ngày 1 tháng 2 năm 2020). Theo đó, sáp nhập toàn bộ diện tích và dân số của xã Cao Trĩ vào xã Thượng Giáo.